# Wilhelmsreut
Wilhelmsreut ist ein Gemeindeteil des Marktes Röhrnbach im Landkreis Freyung-Grafenau. Die gleichnamige Gemeinde kam im Zuge der Gebietsreform in Bayern am 1. April 1971 zum Teil zu Röhrnbach.

## Geografie
Das Dorf Wilhelmsreut liegt im südlichen Bayerischen Wald drei Kilometer westlich von Röhrnbach. In der Nähe verläuft die Bundesstraße 12, die ins 26 Kilometer entfernte Passau und ins 10 Kilometer entfernte Freyung führt.

## Geschichte
Wilhelmsreut war Teil des Hochstifts Passau. Der Ort wurde 1803 mit dem größten Teil des Passauer Gebietes zugunsten des Kurfürstentums Salzburg von Ferdinand III. von Toskana säkularisiert und fiel 1805 an Bayern. Mit der Bildung der Gemeinden im Jahre 1818 auf Grund des zweiten bayerischen Gemeindeedikts vom 17. Mai 1818 wurde die Gemeinde Wilhelmsreut gebildet. Sie umfasste neben Wilhelmsreut die Orte Altreut, Alzesberg, Grubhaus, Höbersberg, Holzhof, Leopiermühle, Mauthäusel, Pötzerreut und Ulrichsreut. Große Teile der ehemals selbständigen Gemeinden Wilhelmsreut und Oberndorf wurden am 1. April 1971 nach Röhrnbach eingegliedert.